# Зофя (Лодзинське воєводство)
Зофя (пол. Zofia) — село в Польщі, у гміні Осьякув Велюнського повіту Лодзинського воєводства.
Населення — 113 осіб (2011).
У 1975-1998 роках село належало до Серадзького воєводства.

## Демографія
Демографічна структура станом на 31 березня 2011 року:
|          | Загалом | Допрацездатний вік | Працездатний вік | Постпрацездатний вік |
| -------- | ------- | ------------------ | ---------------- | -------------------- |
| Чоловіки | 51      | 13                 | 32               | 6                    |
| Жінки    | 62      | 14                 | 36               | 12                   |
| Разом    | 113     | 27                 | 68               | 18                   |